# Léon-Paul Fargue
Léon-Paul Fargue (* 4. März 1876 in Paris; † 24. November 1947 ebenda) war ein französischer Dichter.

## Leben
Léon-Paul Fargue wurde als unehelicher Sohn von Louis-Jérôme Fargue und einer Näherin geboren. Erst sehr spät erkannte sein leiblicher Vater ihn als seinen eigenen Sohn an. Dieser Umstand trug möglicherweise zu seiner späteren Melancholie und seiner übersteigerten Empfindlichkeit bei.
Seine schulischen Leistungen waren jedoch glänzend, zeitweise hatte er den berühmten französischen Dichter Stéphane Mallarmé als Lehrer. Anschließend trat er, zeitgleich mit Alfred Jarry, in das berühmte Lycée Henri IV ein, um sich dort für das Studium vorzubereiten. Die hohen Erwartungen seiner Familie erfüllte er jedoch nicht: Er neigte zum Müßiggang und interessierte sich eher für das Klavierspiel, die Malerei und vor allem die Poesie.
Bald verkehrte er in literarischen Kreisen, erwähnenswert sind die „mardis“ („Dienstage“), regelmäßige Treffen von Dichtern im Haus seines ehemaligen Lehrers Stéphane Mallarmé. Dort traf er auf die intellektuelle und kulturelle Elite Frankreichs zur Jahrhundertwende: Valéry, Schwob, Claudel, aber auch Debussy und Gide.
Zusammen mit Valéry Larbaud und Paul Valéry begründete er die Zeitschrift Commerce (1924–1932). Von da an beschloss er, Schriftsteller zu werden.
Nach einigen kleineren Gedichten, die er 1894 veröffentlichte, erschien 1895 sein erstes großes Werk Tancrède. 1912 folgte der Gedichtband Poèmes, 1914 veröffentlichte er Pour la Musique (an die Musik).
Gegen Ende seines Lebens, ab 1943, litt er an einer halbseitigen Lähmung. 1947 starb er im Pariser Stadtviertel Montparnasse im Haus seiner Frau, der Malerin Chériane. Bis zuletzt hatte er geschrieben.

## Sprache und Themen
Fargue schreibt seine Gedichte meist frei vom Versmaß, oft schreibt er auch in Prosa. Seine Sprache ist voller Sanftmut und Traurigkeit, seine Themen scheinen stets simpel, oft alltäglich.(Robert Doisneau verglich ihn einmal mit einem Fotografen). Manchmal, wie in Vulturne von 1928, wirkt seine Sprache auch träumerisch.
Seine Liebe zu seiner Heimatstadt Paris wird 1932 in seinem Werk D'après Paris und 1939 in Le Piéton de Paris (Der Pariser Fußgänger) sowie in der 1951 posthum erschienenen Schrift Les XX Arrondissements de Paris deutlich. Aber er erzählt auch von der bedrückenden Einsamkeit der Nacht und vom Alkohol. Des Weiteren war er ein exzellenter Chronist der Pariser Gesellschaft.

## Zitat
Ihr räumt das Universum mit den Werkzeugen der Vernunft auf. Nun gut. So erhaltet ihr einen schön aufgeräumten Dreck.

## Werke (Auswahl)
- Poèmes, 1905
- Nocturnes, 1905
- Tancrède, 1911
- Pour la musique, 1912
- Banalité, 1928
- Vulturne, 1928
- Épaisseurs, 1929
- Sous la lampe, 1929
- Ludions, 1930
- D'après Paris 1932
- Le Piéton de Paris 1939
  - deutsch: Der Wanderer durch Paris (Insel, 2012)
- Velasquez 1946